# Mirkovci
Mirkovci (makedonska: Mirkovce) är en ort i Nordmakedonien. Den ligger i den nordvästra delen av landet, 11 kilometer norr om huvudstaden Skopje. Mirkovci ligger 488 meter över havet och antalet invånare är 958.
Terrängen runt Mirkovci är varierad.Runt Mirkovci är det tätbefolkat, med 636 invånare per kvadratkilometer.. Närmaste större samhälle är Skopje, 11,1 kilometer söder om Mirkovci. 
Trakten runt Mirkovci består till största delen av jordbruksmark.